# Ольгино (Ленинградская область)
Ольгино (фин. Ristikylä) — деревня в  Низинском сельском поселении Ломоносовского района Ленинградской области.

## История
В 1851 году по распоряжению императора Николая I на Бабигонских высотах была построена деревня под названием Олино.

ОЛИНО — деревня Петергофского дворцового правления, по просёлочной дороге, число дворов — 24, число душ — 46 м. п. (1856 год)

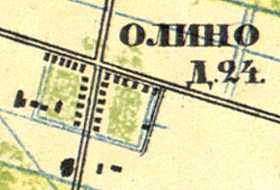
План деревни Ольгино. 1860 год

Согласно «Топографической карте частей Санкт-Петербургской и Выборгской губерний» в 1860 году деревня называлась Олино насчитывала 24 крестьянских двора.

ОЛИНО — деревня удельная при пруде и колодце, число дворов — 24, число жителей: 44 м. п., 74 ж. п. (1862 год)

В 1885 году деревня Ольгино также насчитывала 24 двора.
В конце XIX века деревня входила в состав Ропшинской волости 1-го стана Петергофского уезда Санкт-Петербургской губернии, в начале XX века — 2-го стана. По приходским данным население деревни было исключительно финским.
По данным «Памятной книжки Санкт-Петербургской губернии» за 1905 год деревня называлась Олино.
К 1913 году количество дворов в деревне Олино увеличилось до 25.
С 1917 по 1922 год деревня Ольгино входила в состав Олинского сельсовета Бабигонской волости Петергофского уезда.
С 1922 года в составе Стрельнинской волости.
С 1923 года в составе Мишинского сельсовета Троцкого уезда.
Согласно данным переписи населения СССР 1926 года в деревне Ольгино проживали 147 человек — все финны, кроме одной русской семьи.
С 1927 года в составе Урицкого района.
С 1928 года в составе Бабигонского сельсовета Ораниенбаумского района.
По данным 1933 года деревня Ольгино входила в состав Бабигонского финского национального сельсовета Ораниенбаумского района.

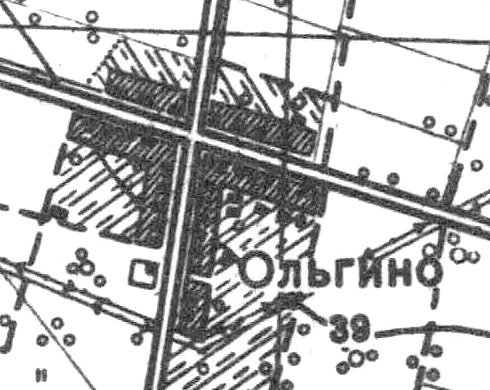
План деревни Ольгино. 1939 год

Согласно топографической карте 1939 года деревня насчитывала 39 дворов.
С 1 августа 1941 года по 31 декабря 1943 года деревня находилась в оккупации.
С 1963 года в составе Гатчинского района.
С 1965 года вновь в составе Ломоносовского района. В 1965 году население деревни Ольгино составляло 201 человек.
По данным 1966, 1973 и 1990 годов деревня Ольгино также входила в состав Бабигонского сельсовета.
В 1997 году в деревне Ольгино Бабигонской волости проживали 57 человек, в 2002 году — 54 человека (русские — 87 %), в 2007 году — 58.

## География
Деревня расположена в северо-восточной части района на автодороге 41К-623 (Марьино — Сашино) («Ольгинское шоссе»), к востоку от административного центра поселения деревни Низино.
Расстояние до административного центра поселения — 5 км.
Расстояние до ближайшей железнодорожной станции Новый Петергоф — 4 км.

## Демография
| 1862 | 2002 | 2007 | 2010 | 2017 |
| ---- | ---- | ---- | ---- | ---- |
| 118  | ↘54  | ↗58  | ↗68  | ↗91  |

## Улицы
Арктическая, Полевая, Полярная.